# Neues Rathaus (Bad Doberan)
Das Neue Rathaus in Bad Doberan wurde am 28. Januar 2005 eingeweiht. Es befindet sich in der Severinstraße 6 am Kamp, der Stadtmitte von Bad Doberan.

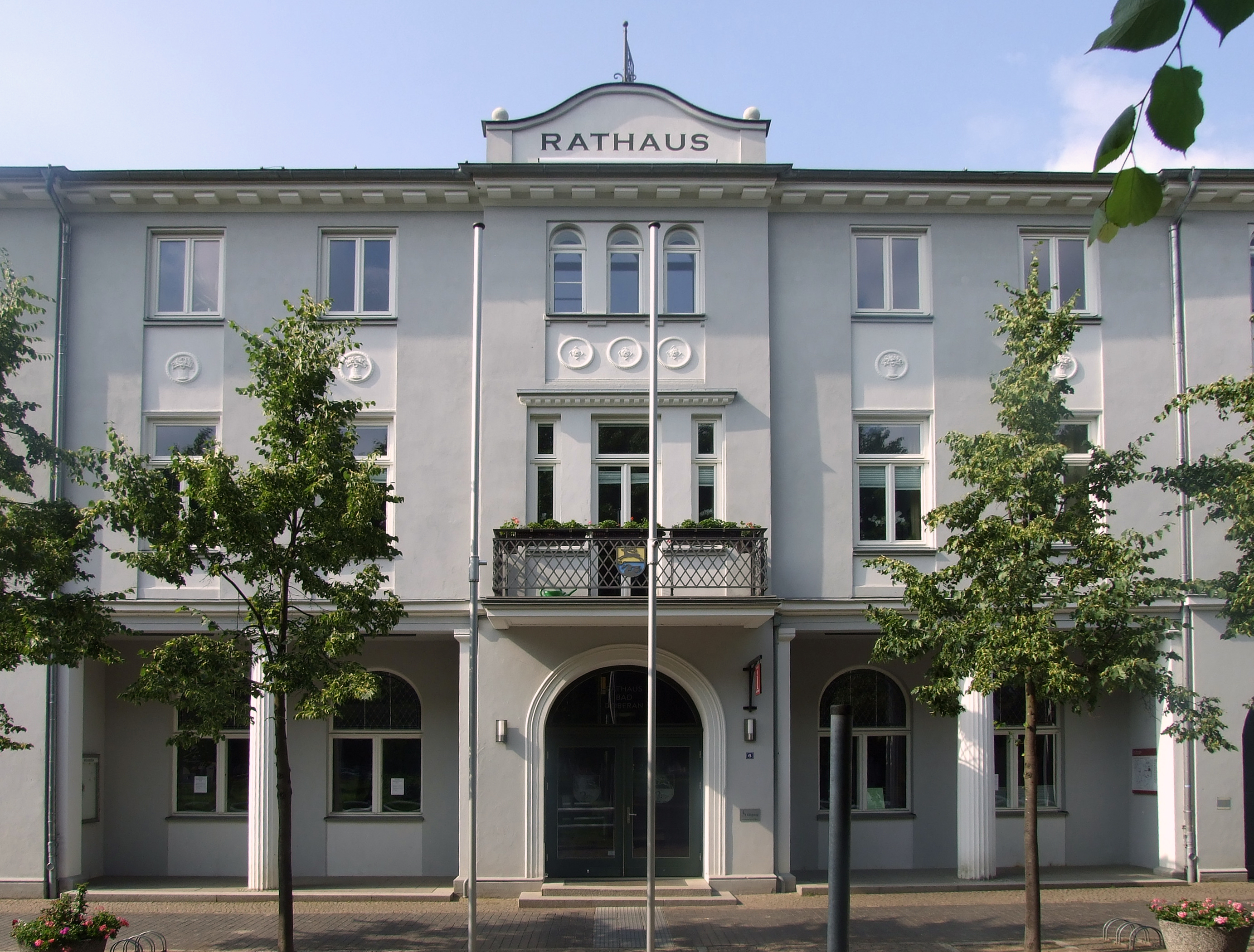
Rathaus Bad Doberan

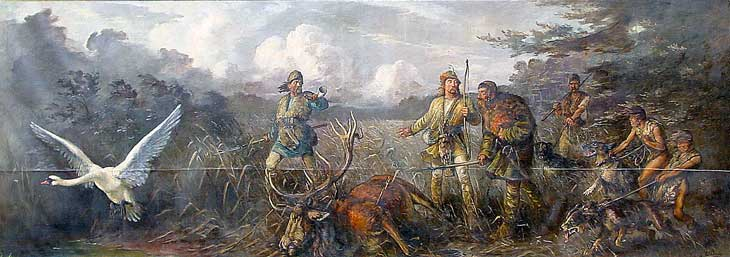
Gemälde von Ludwig Bang: Heinrich Borwins Schwur im Neuen Rathaus

## Baugeschichte
Die Ursprünge des jetzigen Neuen Rathauses reichen bis ins Ende des 18. Jahrhunderts. Damals diente es als Posthaus, Gesellschaftshaus und später auch als Hotel und trug den Namen „Lindenhof“. Der Großherzog Friedrich Franz I. lebte bis 1796 hier. Durch zahlreiche Umbauten ist die ursprüngliche Form kaum noch zu erkennen. Einige der Umbauten stammen von Baumeister Carl Theodor Severin. 1952 ging der Lindenhof in Volkseigentum über. Aus dem Hotel wurde das Haus der Freundschaft und Kreiskulturhaus. Hier fanden Veranstaltungen der Stadt, ihrer Institutionen, Feierlichkeiten, Begegnungen und die Arbeit von kulturellen und sozialen Clubs statt. Das Haus hatte sich gut zu einer Stätten der Begegnung, des kulturellen Austausches und Lebens der Stadt Bad Doberan entwickelt.
Am 31. August 2000 beschlossen die Stadtvertreter, das ehemalige Kreiskulturhaus als Rathaus zu nutzen und am 28. Januar 2005 wurde das Rathaus nach vielen Umbaumaßnahmen eingeweiht. Das Gebäude steht unter Denkmalschutz.

## Baubeschreibung
Die Fassade des dreistöckigen Gebäudes ist durch typische klassizistische Merkmale gekennzeichnet, wie zum Beispiel durch schlichte Gurtgesimse und Schmuckelemente. Neben einem gewölbten Keller findet man auch ein nicht ausgebautes Dachgeschoss. Der Baukörper ist in zwei Teile gegliedert, die in L-förmiger Form angeordnet sind. Klassik und Moderne wurden durch den restaurierten Anbau verbunden.